# Perché preoccuparsi?
Perché preoccuparsi? è un film del 1923 diretto da Fred C. Newmeyer e Sam Taylor, e interpretato da Harold Lloyd.

## Trama
Harold Van Pelham (Harold Lloyd) è un giovane milionario americano che è costantemente preoccupato per la sua salute, egli, infatti, crede di essere affetto da quasi tutte le malattie esistenti mentre, in realtà, sta perfettamente bene. Decide, quindi, di continuare a curarsi anche con un riposo prolungato in un clima tropicale e così parte su una nave passeggeri insieme con il suo cameriere Mr. Pipps (Wallace Howe) e con la sua infermiera personale (Jobyna Ralston), una graziosa ragazza che si prende cura di lui ma che ne è anche segretamente innamorata. La nave salpata dalla California giunge a Paradiso, una piccola isoletta al largo della costa del Cile. Una volta giunti, Harold non riesce, però, a trovare la pace e l'isolamento che sta disperatamente cercando, perché l'isola, normalmente tranquilla, romantica e, addirittura, sonnolenta, è scossa da una rivolta contro l'autorità costituita. I tumulti sono organizzati da Jim Blake (James Mason), un avido e perfido faccendiere statunitense che vuole rovesciare il governo di Paradiso per arricchirsi personalmente.
Blake, a capo di un gran numero di insorti che vessano brutalmente la popolazione, ha ricevuto una lettera in cui l'Alleanza Mondiale dei Banchieri lo avverte che egli sta interferendo con gli affari delle banche a Paradiso e, pertanto, che verra inviato un rappresentante a mettere un freno alle sue attività. Nel frattempo, dopo aver mandato il suo cameriere e l'infermiera in hotel, Harold passeggia per la capitale dell'isola, ancora ignaro del fatto che sia in corso una rivolta armata. Blake, che crede che Harold sia l'inviato delle banche, lo fa catturare e rinchiudere nella prigione locale. Qui Harold incontra Colosso (John Aasen), un gigantesco eremita, catturato poco prima e sofferente per un terribile mal di denti. I due compagni di cella organizzano rapidamente una fuga insieme e, una volta liberi, Harold aiuta Colosso estraendogli, con non poche peripezie, il dente dolorante. Finalmente guarito Colosso è grato ad Harold e gli giura fedeltà. Nel frattempo, l'infermiera di Harold è stata costretta a travestirsi da ragazzo per evitare di cadere vittima dei desideri dei feroci ribelli mentre il cameriere, piuttosto malridotto, incontra Harold e gli dice chiaramente della rivolta in corso, rivolta che, afferma Harold, deve finire subito dato che egli necessita di riposare. Con l'aiuto del gigantesco amico, quindi, Harold dapprima mette fuori uso un paio di cannoni con i relativi artiglieri e poi Colosso sparpaglia un reggimento di rivoltosi utilizzando delle palle di cannone come palle da bowling e colpendo gli uomini come birilli. Addirittura Harold, caricata la canna di un cannone sulla schiena di Colosso, utilizza costui come pezzo di artiglieria semovente per sconfiggere un altro gruppo di insorti che sta sopraggiungendo via fiume. A questo punto Harold si mette in cerca della sua infermiera che ritrova dopo un po' meravigliandosi del suo abbigliamento maschile e del fatto che non si sia preooccupata di somministrargli le medicine di cui necessita. A questo punto, la dolce ragazza, che pure ne ha viste di tutti i colori, perde le staffe e con foga gli dice cosa ne pensa delle pillole. La rabbia della ragazza, stranamente, apre una breccia nel cuore di Harold che si rende conto di quanto lei gli piaccia. Sopraggiunge Blake che apprende che quello che credeva essere un giovanotto è, in realtà, una ragazza e, guardandola meglio si accorge che si tratta pure di una bellissima fanciulla. Decide, quindi di farla sua ma deve vedersela con la furia dell'ormai innamoratissimo Harold che aggredisce Blake e lo mette fuori combattimento, per la gioia della ragazza, e riesce a sventare, insieme al decisivo Colosso, anche un successivo tentativo di rapirla. Harold affronta anche il luogotenente di Blake, il sedicente Possente Erculeo (Leo White), avendo la meglio ed, infine, con l'aiuto della ragazza, di Colosso e di un po' d'astuzia, costringe alla fuga anche i rinforzi dei rivoltosi che, numerosi, stavano per entrare in città. Al termine di tutte queste azioni così movimentate e ardimentose, Harold si accorge che la propria salute non è cagionevole, che non ha bisogno di medicine e trova anche il coraggio per dichiarare il suo amore all'incantevole infermiera e baciarla con passione prima di prendere il piroscafo per tornare negli U.S.A. Dopo un anno ritroviamo i nostri eroi in situazioni molto differenti da quelle iniziali: Colosso è un vigile addetto al traffico che si fa sicuramente rispettare, Harold è un occupatissimo uomo d'affari e non più un malato immaginario e sua moglie, l'ex infermiera, ha appena avuto un bimbo, evento che, appena il marito ne viene informato, lo fa precipiare a casa insieme al suo gigantesco e fedele amico.